# Дзвін (газета, Кривий Ріг)
Дзвін — криворізька газета, округовий часопис, орган товариства «Преса України», який виходив в роки німецької окупації Кривого Рогу з 1 жовтня 1941 до 13 жовтня 1943 року. Орган Криворізької міської управи (1941 — 1942) та Криворізького ґебітскомісаріату (1942 — 1943).

## Історія
Перший номер «Дзвону» вийшов 1 жовтня 1941 року. Газета виходила у 1941–1943 роках в м. Кривий Ріг. Спочатку газета виходила 4 рази на тиждень накладом 1 тис. примірників, при ціні 50 коп. До вересня 1942 року наклад зріс до 3 тис. примірників, при ціні 1 крб. Газета друкувалася на 4 сторінках, іноді на двох. З 28 квітня 1943 року «Дзвін» став вдаватися тричі на тиждень (у вівторок, четвер та суботу), назвивася «Окружний Криворізький часопис, орган товариства« Преса України». Вийшло усього 268 чисел. Останній номер вийшов 13 жовтня 1943 року. До арешту Михайла Пронченка, на початку 1942 року, «Дзвін» перебував під контролем оунівців та був одним із засобів розповсюдження їхньої ідеології на Криворіжжі. Після призначення головним редактором М. Жосана, «Дзвін» фактично перетворився на рупор німецької пропаганди. 
У газети був Літературно-мистецький додаток «Меч». Також у газеті друкувалися накази та оголошення німецької окупаційної влади. У «Дзвоні» друкувалися статті забороненого за радянських часів історика козаччини Адріана Кащенка. У 1941 році було опубліковано ряд статей з історії національної боротьби та про видатних діячів минулого. Це такі статті, як «Жовті Води», «Святослав завойовник», «Молода сила», «Академік Дмитро Яворницький», «Іван Мазепа» та инші.
Серед авторів «Дзвону» були: Роман Бжеський, В. Боришкевич, М. Іркутський, М. Миколаєнко, Б. Олешко, С. Польовий, Іван Потапенко, І. Шаблій. До окремих чисел часопису «Дзвін» малював ілюстрації український художник—монументаліст Охрім Кравченко. У газеті активно співпрацювали члени Похідної групи ОУН Дмитро Горбачов та Михайло Олійник.
Головні редактори: Михайло Пронченко (член ОУН(б), розстріляний німцями 11 лютого 1942 року біля шахти «Валявка-Південна»), М. Жосан.
Упродовж 1941 – 1942 років кореспондентами та журналістами газети було 18 осіб, серед них: М. Жосан, Іван Потапенко, С. Польовий, К. Бабенко, В. Олійник, В. Форменко, В. Баришкевич, М. Захаржевський, В. Короленко, М. Жовтуха, В Черноуста инші. До вересня 1942 року редакція «Дзвону» складалася з 44 осіб, з них 16 — обслуговуючий персонал.